# Distrito de Rems-Murr
El Distrito de Rems-Murr ocupa la parte central del estado federal de Baden-Wurtemberg (Alemania) y pertenece a la Región Administrativa de Stuttgart. Los distritos vecinos son Distrito de Heilbronn, Distrito de Schwäbisch Hall, Distrito de Göppingen, Distrito de Esslingen, Distrito de Luisburgo y la ciudad de Stuttgart.

## Geografía e historia
Creado tras la reforma territorial de 1973, la mayor parte del distrito, que recibe el nombre de los ríos Rems y el Murr, se encuentra dentro del Parque natural del bosque de Suabia y Franconia. 

## Localidades
| Ciudades                                                                                               | Distritos administrativos                                                             | Municipios | |
| --- | ------------------------------------------------------------------------------------- | --- | --- |
| 1. Backnang 2. Fellbach 3. Murrhardt 4. Schorndorf 5. Waiblingen 6. Weinstadt 7. Welzheim 8. Winnenden | 1. Backnang 2. Plüderhausen-Urbach 3. Schorndorf 4. Sulzbach 5. Welzheim 6. Winnenden | 1. Alfdorf 2. Allmersbach im Tal 3. Althütte 4. Aspach 5. Auenwald 6. Berglen 7. Burgstetten 8. Großerlach 9. Kaisersbach 10. Kernen 11. Kirchberg an der Murr 12. Korb | 1. Leutenbach 2. Oppenweiler 3. Plüderhausen 4. Remshalden 5. Rudersberg 6. Schwaikheim 7. Spiegelberg 8. Sulzbach an der Murr 9. Urbach 10. Weissach im Tal 11. Winterbach |